# Битва при Амрані
Битва при Амрані відбулася влітку 2014 року між зейдитськими хуситами та урядом Гаді. В ході битви хусити розбили військо Гаді та захопили місто.

## Передумови

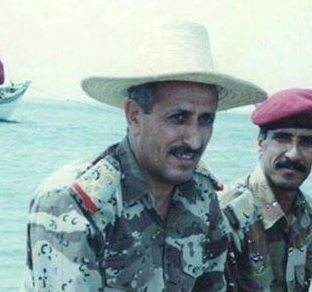
Хамід аль-Кушайб в 2004 році

Хуситські повстанці боролися проти сил аль- Іслах в сільських районах Амрану з лютого 2014 року, коли вони вперше напали на утримувані урядом райони з гір навколо них. Протягом першого тижня сутичок, за підрахунками, 2 100 людей покинули місто, а близько 450 000 опинилися в межах конфліктних регіонів.  З жовтня 2013 року 81 000 жителів покинули місто.

## Битва
Бій починається в перші дні липня 2014 року, коли хусити штурмували місто Амран, під командуванням генерала Хамеда Аль-Кушайбі. 8 липня 2014 року армійські підкріплення, відправлені до Амрану в неділю, були зафіксовані в запеклих зіткненнях з шиїтськими хуситами в Дхаравані, за 15 кілометрів від Сани та в самому місті та навколо нього, повідомляють військові джерела. Того ж дня винищувачі Хаді обстріляли околиці Амрану Варак через години після того, як його захопили повстанці. Під час попередніх боїв 460 людей загинули, з них 160 поранено, в тому числі цивільне населення. 9 липня уряд Ємену звинуватив повстанців в мародерстві під час рейду в штаб 310-ї бронетанкової бригади, розграбував там зброю та техніку і вбивши кількох солдатів та офіцерів, повідомив Верховний комітет безпеки Ємену, цитуючи державні новини агентство Saba. Серед загиблих також був генерал Хамід Аль-Кушайбі. Хусити розірвали угоду між ними та генералом Аль-Кушайбі, що має дозволити його бригаді покинути місто та припинити бій в Амрані. Амран був повністю захоплений 10 липня 2014 року.

## Наслідки
Після падіння Амрану, в серпні хусити почали проводити масові демонстрації в Сані, тиснувши на президента Абд Раббо Мансура Гаді скасувати скорочення субсидій на пальне та закликали уряд піти у відставку. Представники групи зустрілися з урядовцями у спробі знайти рішення протистояння, але повстанці не розцінили урядові поступки як неприйнятні. 9 вересня хуситські протестувальники на північному заході Сани були обстріляні силовиками, коли вони рушили до урядового приміщення. Семеро протестувальників загинуло. Хусити, нарешті, штурмували Сану 16 вересня, і потрапили в полон у 21 вересня. 

## Теорії змови
Під час документального фільму Аль-Джазіри деякі чиновники з прихованими обличчями стверджували, що падіння Амрану дозволило уряд Хаді, врешті-решт усунути від влади генерала Аль-Кушайбі, та передати столицю хуситам. Багато хто вважає, що хусити і Гаді мали таємну угоду про передачу Амрану.